# オルレアン包囲戦
オルレアン包囲戦（オルレアンほういせん、仏: Siège d'Orléans, 英: Siege of Orléans）は、イングランドとフランスの百年戦争において転換点となった、フランスのオルレアンで1428年10月12日から1429年5月8日にかけて起きた戦闘である。この包囲戦は、ジャンヌ・ダルクの主要な軍事行動における最初の勝利であり、1415年にアジャンクールの戦いで敗れた後のフランスにとって、最初の大きな勝利であった。この包囲戦の結果、その後のイングランドの軍事力は下降線となっていった。
オルレアンはイングランド、フランスの双方にとって、戦略的にもシンボルとしても重要な街であった。現代の一致した意見としては、仮にオルレアンが陥落していたならば、イングランドの摂政ベッドフォード公ジョン・オブ・ランカスターにより、フランス全土を征服するというヘンリー5世の野望が実現されていたというものである。半年間にわたりイングランドが優勢であったが、ジャンヌ・ダルクの到着後9日間で、イングランドによる包囲は崩壊した。

## 背景

### 百年戦争
オルレアン包囲戦は百年戦争中に起き、イングランドとフランスをそれぞれ支配していた王家間で、フランスの支配権を争った戦いである。この争いはイングランド王エドワード3世が、フランスの王位を主張した1337年に始まった。この主張はウィリアム1世から継承された主張が元になっており、政略結婚により強化されていた。
1415年のアジャンクールの戦いの決定的な勝利により、イングランドが優勢となり、北部フランスの広範囲を占領した。1420年のトロワ条約により、イングランドのヘンリー5世がフランス摂政となった。この条約によりヘンリー5世は、当時フランス王であったシャルル6世の娘のカトリーヌ（キャサリン）と結婚し、カトリーヌとの間に生まれたヘンリー6世がシャルル6世の死去に伴いフランス王位を継承した。シャルル6世の息子かつカトリーヌの弟で、条約前はフランス王位の法定推定相続人であったシャルル王太子（後のシャルル7世）はフランス王位を継承しなかった。

### 地理
オルレアンはフランス北中部のロワール川沿いの町である。包囲戦の際、オルレアンはフランス王位に忠誠を誓っていた都市の中で、最北に位置していた。イングランドとその同盟国であったブルゴーニュ公国は、パリを含めて、フランス北部の残りの地域を支配していた。主要河川沿いに位置していたオルレアンの場所は、イングランドにとってフランス中央部へ軍事行動をするための最後の障害となっていた。イングランドは既にフランスの南西部の海岸地帯も支配していた。

### 領主不在のオルレアン
オルレアンは15世紀初期の政治において、オルレアン公領の首府として、シンボル的な重要性を持っていた。シャルル6世の甥のオルレアン公シャルルは、アルマニャック派として知られた政治的党派の長であり、トロワ条約を拒絶し、フランス王として戴冠していないシャルル王太子の主張を支持していた。この党派は2世代に渡って存在し、リーダーであったオルレアン公は数少ないアジャンクールの戦いの戦闘参加者の1人であり、戦後も14年間イングランドの囚人の状態であった。
騎士道の慣習として、領主が捕虜になり不在の所領を攻撃することは禁じられ、侵略してきた軍隊に対して、戦闘すること無しに降伏した都市は、新しい領主から寛大な処遇を受けることとなっており、逆に抵抗した都市は、手荒い占領を受けることとなっていた。このような状況下において、集団処刑が行われていた事例は明らかになっていない。中世後期の論理によれば、オルレアンの町は戦闘をエスカレートさせ、イングランド軍に暴力行為をさせたため、君主が征服されることは、市民が厳しい報復にさらされる結果となることを意味していた。オルレアンのアルマニャック派との結びつきのため、町が陥落した場合、報復を逃れることはあり得なかった。

## 前段階

### 紛争の状態
1425年から1426年にかけて、エノーを巡る問題が短期間同盟関係に影響を与えていたが、その後1427年にイングランドとブルゴーニュ派の軍隊は、シャルル王太子のフランスに敵対する同盟関係を更新した。パリ南西のオルレアネ地域は、ロワール川を支配するためだけでなく、西部におけるイングランドの軍事行動と、東部におけるブルゴーニュ地方の軍事行動を円滑に結びつけるためにも大変重要であった。フランス軍は、アングロ・ブルギニョンの猛攻撃の前から、ラ・イルとジャン・ド・デュノワ（オルレアン公の異母弟）がうまく包囲を解かせた1427年のモンタルジ包囲戦まで効率的ではなかった。モンタルジ救済は、直近の数年間で最初の効果的なフランスの軍事行動であり、少人数で駐屯しているメーヌ西部のイングランド軍占領地域で散発的な反乱を助長し、イングランドが直近に獲得した土地を元に戻させるぞという脅しとなった。
しかしフランス軍は、モンタルジの余波に付け入ることには失敗した。その大きな理由としては、フランスの宮廷がフランス大元帥（fr）アルテュール・ド・リッシュモン（後のブルターニュ公アルテュール3世）と王太子のお気に入りであった侍従のジョルジュ・ド・ラ・トレモイユとの間の内部抗争に巻き込まれていたことであった。デュノワ、ラ・イル、ジャン・ポトン・ド・ザントライユはラ・トレモイユの擁護者であり、一方のクレルモン伯シャルル・ド・ブルボン（アジャンクールでオルレアン公と同じく投獄されたブルボン公ジャン1世の息子）、フランス元帥ジャン・ド・ブロス、エヴルー伯ジョン・ステュアート（スコットランド援軍の長）はリッシュモン派であった。フランス内部での紛争は1428年の中頃までに、彼らの遊撃隊がフランスでお互い戦いあう状態にまでなっていた。
イングランドはフランスの麻痺状態を利用して、1428年初頭、イングランドに新たな増援部隊を作り、ソールズベリー伯トマス・モンタギューにより呼び寄せられた2,700人の兵を新しい戦力に育てた（450人に重装歩兵と2,250人の大弓の射手）。増援部隊はノルマンディーやパリで新しく育てられた軍隊により増強され、ブルグントや臣下の領土であったピカルディーやシャンパーニュからも加わり、計10,000人程の規模になっていたと思われる。
1428年春の軍事会議で、イングランド摂政のベッドフォード公ジョンはメーヌでの攻撃を鎮圧し、アンジェを包囲するために、イングランド軍を西に向かわせることを決定した。オルレアンは当初の構想には無かったが、ベッドフォード公はリッシュモンとラ・トレモイユでの戦闘に関心が集中していたデュノワと個人的な協定を結び、荒々しくベリーに突撃していった。オルレアン公は未だイングランドに捕らえられていたため、捕虜の所持権を得るための騎士道的な戦いの慣習とは対極にあるものであった。ベッドフォード公は単独でオルレアンから退くことに同意したが、7月にソールズベリー伯の指揮下のイングランドの増援部隊到着後、すぐに何らかの理由により考えを変えた。後年に書かれたメモ書きでベッドフォード公はオルレアンの包囲戦は「was taken in hand, God knoweth by what advice」であると表現しており、このことはおそらく彼の考えではなく、ソールズベリー伯の考えであったことを暗示している。

### ソールズベリー伯の接近
7月と8月の間、ソールズベリー伯はパリ南西部の田園地帯に侵攻し、ノジャン＝ル＝ロワ、ランブイエおよびシャルトル周辺のエリアを回復した。その後ソールズベリー伯は南西のアンジェ方面には向かわず、南東のオルレアン方面に進軍した。ロワール川方面を攻め、8月にル・ピュイセとジャンヴィルを占領した。そこからは、オルレアンを北側から直接攻めず町を通過、まずオルレアンの西側の田園地帯を占領した。彼は素早く攻略したモン＝シュル＝ロワールの町でロワール川にたどり着き、別働隊が川を渡りクレリの聖堂を略奪した。
ソールズベリー伯はブロワ方面の下流側にも若干の攻勢をかけ、ボージャンシーの橋と城を奪取した。ここでロワール川を渡り、南側からオルレアンに接近し、10月7日にオルレアンから1マイル程離れたオリヴェの町に到着した。その間に、ジョン・ド・ラ・ポール（John de La Pole）指揮下のイングランド軍の別部隊が、オルレアン東部の上流地域を占領するために送られてきていた。10月5日にジャルジョーの町が陥落し、程なくしてシャトーヌフ・シュール・ロワールが陥落した。一方でブルゴーニュ派勢力が更に上流側のシュリー＝シュル＝ロワールを攻略した。オルレアンは切り離され、包囲された。

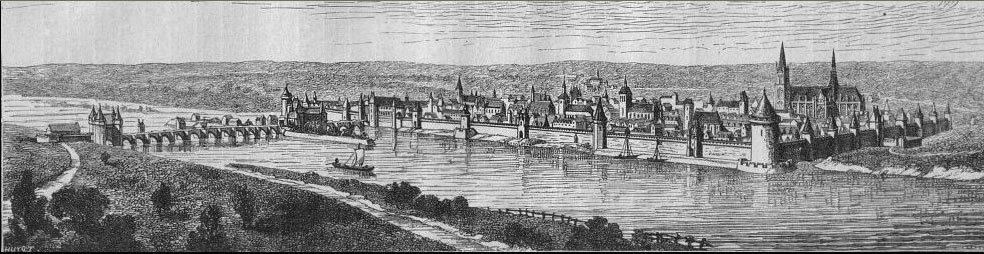
包囲戦のあった1428年-1429年のオルレアン

デュノワはオルレアンの防御に人員を配置し、イングランド軍の包囲網を監視し、オルレアンの町を包囲戦に備えることに気を配った。彼は約1⁄4マイル（400m）の長さの橋に狙いを定め、ロワール川南岸より、北岸の都市であるオルレアン中心部に入ってくることを正確に予測していた。この橋は、ソールズベリー伯がオルレアン中心部の射程圏にイングランド軍の大砲を配置するのに最適な場所である中州のサン・アントワーヌ（Saint-Antoine）島を通過していた。橋の南端は、小塔のある守衛詰所「トゥーレル砦（Les Tourelles）」であり、川の上に建ち、跳ね橋で南岸と繋がっていた。
デュノワは急いで南岸に大きな土塁を築き、大部分の軍を配置して、橋を防御する大きな要塞化された複合施設を造りあげた。城壁上の通路（ブールバール）をちょうど横切った場所にアウグスティノ会の修道院があり、この橋に接近してくる者に対する側射用の場所として使用することができたが、デュノワは使用しなかったと思われる。彼の命により、オルレアン南部の郊外の住民は避難し、すべての建物は、イングランド軍に奪取されるのを防ぐために破壊された。

## 包囲戦の初期段階

### トゥーレル砦攻撃

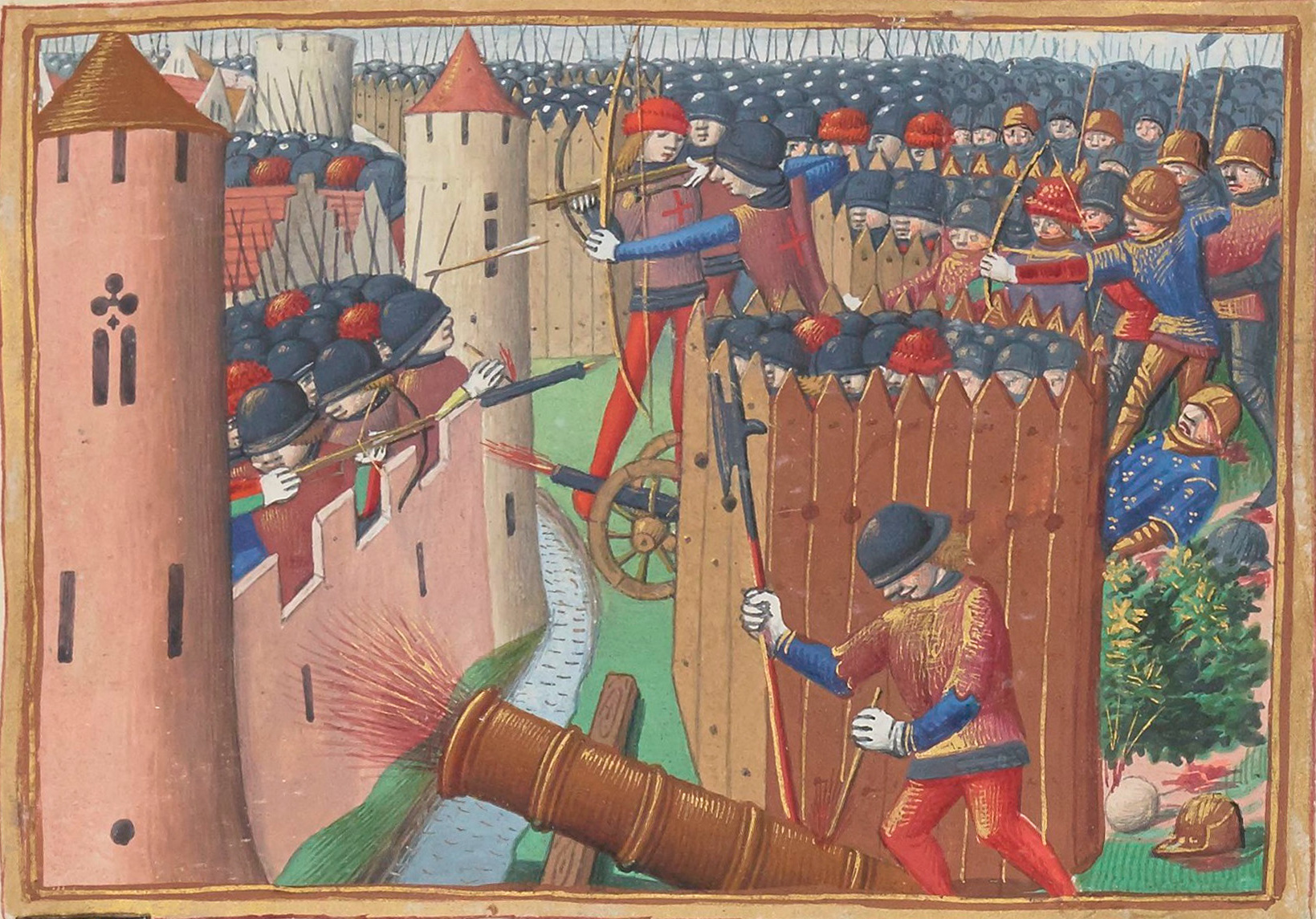
オルレアン包囲戦、1429年

オルレアン包囲戦は1428年10月12日に開始され、17日には砲撃が開始された。イングランドは21日にブールバールを攻撃したが、フランス軍の矢石攻撃、ロープ網による包囲、熱した油、熱した石炭、生石灰などにより退けられた。イングランド軍は前線攻撃を止め防塁を掘り始めたが、フランス軍はこれに対抗して坑道支柱に火を放ち、23日にトゥーレル砦に戻った。しかし翌24日にトゥーレル砦を嵐が襲い、離散したフランス軍は追撃を防ぐためにいくつかの橋のアーチを爆破した。
トゥーレル砦陥落により、オルレアンがイングランドに占領されるという運命が決まったかに見えた。しかし、多くの援軍を引き連れたジャン・ド・ブザックのタイムリーな到着により、イングランドが橋を修復して渡り、オルレアンを包囲することを未然に防いだ。イングランドは2日後の26日にソールズベリー伯がトゥーレル砦の軍事基地を監督している間に、大砲の砲火により跳ね上がった瓦礫で顔を打ち付け、後退を余儀なくされた。
イングランドの軍事作戦は重傷を負ったソールズベリー伯がモン＝シュル＝ロワールへ手当てのため運ばれている間中断していたが、約1週間後にソールズベリー伯は傷が原因で命を落とした。以後はサフォーク伯ウィリアム・ド・ラ・ポール、第7代タルボット男爵ジョン・タルボット（後の初代シュルーズベリー伯爵）、トーマス・スケールズの3名による集団指導体制となった。

### 包囲
ソールズベリー伯の負傷と死により、イングランドの軍事作戦が小康状態となったことで、オルレアン市民が残りの橋のアーチをすべて爆破する時間ができ、早期の橋の修復や、直接的な攻撃の可能性を消すことができた。11月中旬にベッドフォード公により指名された、新しい包囲戦の指揮官であるサフォーク伯は降伏させるために町を包囲し、持久戦に持ち込んで飢えさせることを決定した。彼には堀が長く続く町を包囲するのに十分な人力が与えられていなかったため、外塁を造り始めた。数ヶ月を過ぎた頃には、2つの岸を繋ぐ橋が見渡せる川の中州であるシャルルマーニュ島（オルレアン西部）の北岸に7つの砦、南岸に4つの砦を築いていた。
外塁の設置は困難を伴なうもので、フランスの守備隊が繰り返し反撃し、工事している者たちを悩ませ、冬期にイングランド軍のシェルターとして機能することを妨げるために、郊外の建築物（すべての教会を含む）を計画的に破壊した。1429年春まで経っても、イングランドの外塁は町の南部と西部を囲んでいただけに過ぎず、北東方面は（イングランド軍のパトロールが群がっていたとはいえ）基本的にがら空きであった。フランスの重装歩兵の構成部隊の多くは、パトロールを押し退け、町の内外を行き来できていたが、護衛されたはしけによる供給物を持って入ることは、入場する箇所やそこから離れた場所で、厳しくブロックされた。

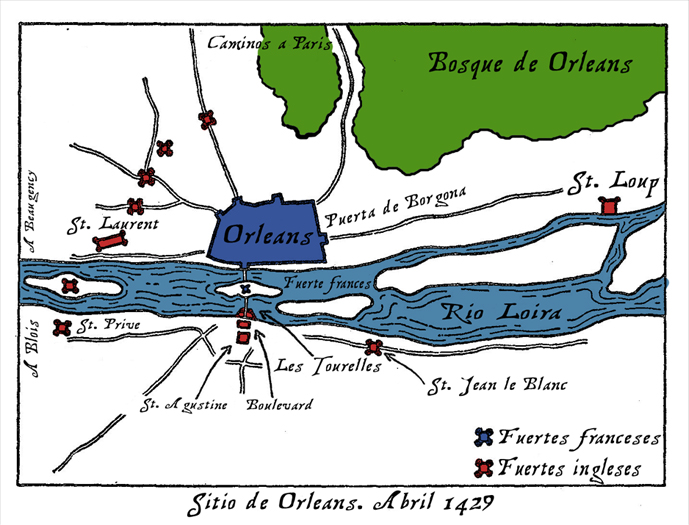
オルレアン包囲戦におけるイングランドの外塁

南岸において、イングランド軍の中心は、橋の複合施設（トゥーレル＝ブールバールと要塞化されたオーガスティン砦で構成されていた）であった。東側からの橋への進入はサン・ジャン・ル・ブラン砦で監視され、橋の西側へはシャン・ド・サン・プラヴェ（Champ de Saint-Privé）砦で監視された。サン・プラヴェは、シャルルマーニュ島（島には他の砦がある）への橋も監視していた。シャルルマーニュ橋の反対側であるロワール川北岸はイングランド軍の最大の防塁で、イングランドの軍事行動の中枢部であるサン・ローラン（Saint-Laurent）砦で監視していた。
その上は多くの小さな外塁があり、順番にクロワ・ボワス（Croiz Boisse）砦、ドゥーズ・ピエール（Douze Pierres）砦（愛称「ロンドン」）、プレソワール・アプス（Pressoir Aps）砦（愛称「ルーアン」）、そして街のちょうど北側にサン・プエール（Saint-Pouair）砦（愛称「パリ」）が置かれ、主要な通りの上部に置かれていた。その背後は、大部分がオルレアンの森の深い森で覆われていたとはいえ、北東部には大きな裂け目があった。結局、町から東に約2kmの北岸にあったサン・ルー砦は孤立した。
オルレアンの位置は絶望的に思えた。フランス軍がまだオルレアン北東部のモンタルジや、上流のジアンに孤立した城を有していたとはいえ、イングランドが軍隊を集中させていたために、オルレアンの南西にあるブロワから本来来るはずの救援が来ていなかった。北東側からオルレアンにたどり着くまでに、補給部隊は危険な迂回ルートをぐるぐる回らなければならなかった。ほとんどの部隊が任務を遂行できず、オルレアンは窮地に陥った。
もしオルレアンが陥落したら、フランスの北半分を回復することが不可能となる。そうなれば王太子がフランス国王を目指すのに致命的打撃を被ると思われた。1428年9月、フランスの三部会がシノンで行われた時、彼らはどんな代償を払ってもブルゴーニュ公フィリップ3世（善良公）と和平を結ぶよう王太子に迫った。

## ニシンの戦い
1428年10月、オルレアンへの脅威がリッシュモンとラ・トレモイユのゲリラ隊に一刻も早い一時停戦を促した。1429年初期、クレルモン伯はオルレアン解放のためにフランス＝スコットランド軍をブロワに集めた。イングランド軍の包囲部隊はジョン・ファストルフの指揮下にあり、パリからイングランド軍の補給部隊が派遣されたことを聞き、クレルモン伯はそれを迎撃するために回り道をすることを決定した。ジャン・ド・デュノワ指揮下のオルレアンからの軍は、イングランドの軍列を気付かれないように通過し加勢した。
2月12日、2つの軍はジャンヴィルで合流し、ルヴレ（Rouvray）でイングランドの補給部隊を攻撃し、ニシンの戦いとして知られる交戦となった。この時、補給部隊が来る四旬節用のための大量の魚を積んでいたことから、この名が付いた。
フランス軍の接近に気づいたイングランド軍は、供給用の車を伴った「ウォーワゴン」を作り、その周囲を弓兵に取り囲ませた。クレルモン伯はフランス軍に「下がれ、砲撃でダメージを加えるぞ」と命じた。しかし、エヴルー伯に率いられたスコットランドの連隊は大砲での攻撃に不満を表し、近づくことを決定した。フランスの隊列は、続くべきか、命令どおり残るべきか不確かであったために気後れしていた。
フランス軍が動かなかったこと、または気後れしたほんのわずかな兵しか動いていなかったことを見て、イングランド軍は好機であると感じた。イングランドの騎馬隊がウォーワゴンから出動し、孤立したスコットランド軍を圧倒し、気後れしていたフランス軍を撃退した。フランス軍は混乱とパニックに陥り、撤退した。エヴルー伯は戦死し、デュノワは負傷した。3日後、ファストルフが勝ち誇ってオルレアンのイングランド兵に物資を届けた。
ルヴレでの敗北により、フランス軍の士気は大きく低下した。クレルモン伯とデュノワは敗戦の責任に関してお互いを非難し合い、リッシュモン派とラ・トレモイユ派の間に再び亀裂が入り、口論といさかいが起きた。クレルモン伯は憤慨してオルレアンを離れ自領に戻り、更なる戦いへの参加を拒んだ。王太子はブルゴーニュ派との和平を求めるよう再び説得され、もしこれに応じない場合辞職してドーフィネに後退し、更にはスコットランドに亡命することも考慮するよう説得された。
3月、デュノワは異母兄オルレアン公の代わりに、中立地域としてそこを治めるために、オルレアンを自分に引渡せという善良公が拒否出来ない提案をした。善良公はベッドフォード公にその提案を受け入れるように説得するために、4月初旬に急いでパリへ向かった。しかしベッドフォード公は、オルレアンは間もなく陥落すると確信し彼の提案を拒んだため善良公は怒り、イングランドの包囲に対するブルゴーニュの援助を止めた。
ちょうどニシンの戦いの日に、フランスの農家の若い娘ジャンヌ・ダルクが、ヴォークルールのDauphinoisの守備隊長であるロベール・ド・ボードリクールと会い、王太子を救援し、ランスで彼の戴冠式を行なうという神から与えられた使命を、懐疑的であったボードリクールに説明した。彼女は以前2度に渡ってボードリクールと会い、そのことを拒否されていた。しかしこの時彼は承諾し、シノンにある王太子の邸宅に彼女を連れて行くように取り計らった。ラ・ピュセル年代記によると、ボードリクールとのこの会談の際、ジャンヌはその日王太子の軍隊がオルレアン付近で撤退を余儀なくされ、自分を彼の元にすぐに送らなければ、他の悪いことが起きると打ち明けていた。
結果的に、ルヴレでの敗戦の知らせがヴォークルールに届いた時に、ボードリクールは彼女の先見の明を確信するようになり、彼女を王太子の元に連れて行くことに同意した。物語が真実であろうとなかろうと、すべての出典によって受け入れられていようとなかろうと、2月23日にジャンヌはヴォークルールを去り、シノンに向かった。

## ジャンヌ・ダルクがオルレアンへ到着
数年の間、フランスを救済する武装した少女に関する漠然とした予言がフランス国内に広まっていた。これらの多くで、武装した少女が、ジャンヌの生誕地であるドンレミ＝ラ＝ピュセルのあるロレーヌ公国国境から現れるであろうと予言していた。結果として、包囲されていたオルレアンの市民に、ジャンヌが王太子に謁見した旅のことが伝わると、市民の期待と希望が高まった。
3月6日、ジャンヌはボードリクールに護衛されてシノンに到着し、懐疑的であったラ・トレモイユと面会した。9日、ついに彼女は王太子に謁見した（王太子が最終的に彼女の「（魔）力（または彼女の有用性）」を確信した遭遇は、この2、3日前であった）。それにもかかわらず、王太子はジャンヌに最初にポワチエに行き、教会組織による検査を受けてくるように要求したが、聖職者により彼女は有害でなく、任務を安全にを引き受けることができると裁定が下ると、王太子は22日にようやく彼女の奉仕を受け入れることとなった。ジャンヌには板金甲冑、旗、小姓、使者が与えられた。

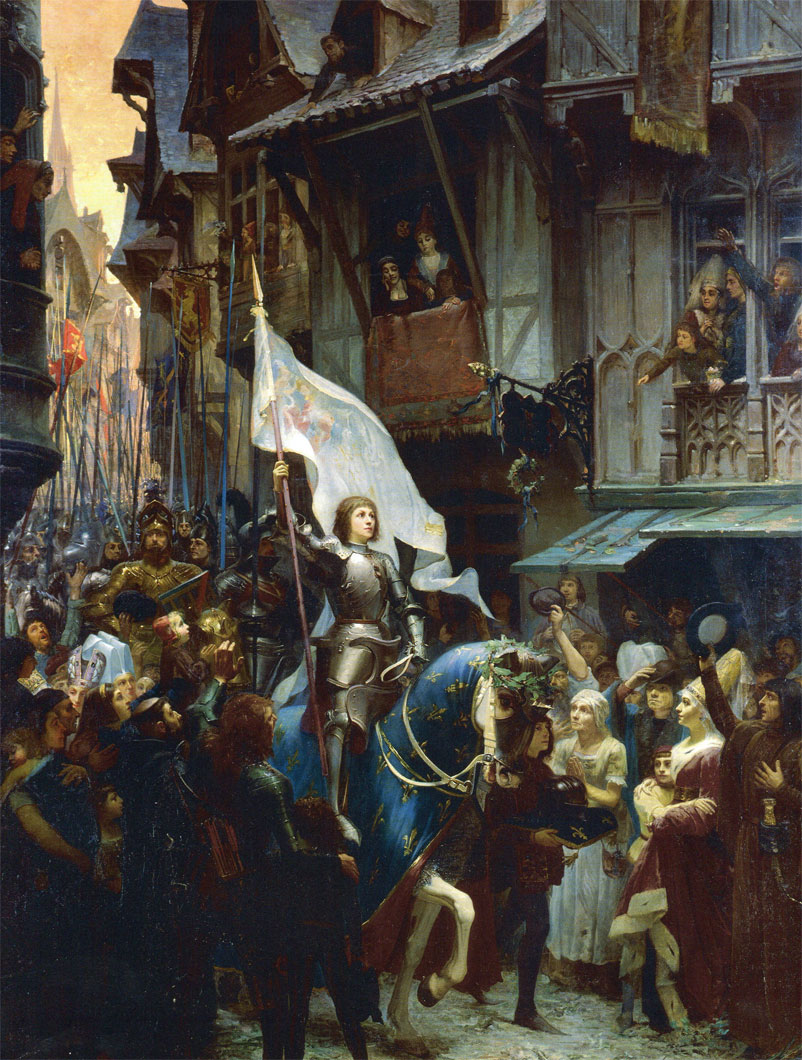
オルレアンに入るジャンヌ・ダルク (J.J. Sherer作、1887年)

ジャンヌの最初の使命は、ブロワに集まっているジャン・ド・ブザック指揮官とジル・ド・レ指揮官に率いられた護送部隊に加わり、オルレアンに物資を運ぶことであった。ブロワで彼女は、イングランド軍の包囲戦の指揮官宛に、有名な書状を送り、その中で自身を「乙女（the Maiden / La Pucelle）」と呼び、神の名で「立ち去れ、さもなくば、私が立ち去らせる（Begone, or I will make you go）」と彼に要求した。
救援部隊は、400人-500人の軍人を伴って、4月27日あるいは28日に遂に宗教的な行列のようにブロワから去った。ジャンヌは北側から、イングランド軍と即座に戦うことを企図して、イングランド軍が集まっているBeauce地域を通って、オルレアンに接近することを主張した。しかし、指揮官たちはジャンヌに告げることなく、部隊が（ソローニュ地域を通る）南部を迂回するルートをとることを決定し、オルレアンから4km程東の町のシェシー（Chécy）で、ロワール川の南岸に到達した。オルレアンの指揮官であるデュノワが川を横切って、彼らに会いに来ようとした。
この裏切りに憤慨したジャンヌは、南岸のイングランドの砦に最も近いサン・ジャン・ル・ブラン砦に即座に攻撃をしかける命を下した。しかし他の部将の支持を受けていたデュノワはこれに抗議し、最終的に彼女を説得して、攻撃される前に、町が再補給を行うことを許させた。供給部隊はサン・ルー港の上陸場に接近し、北岸のイングランドのサン・ルー砦から川を横切った。フランスの散兵がサン・ルー砦のイングランドの守備隊を封じ込めている間に、オルレアンからの船隊が供給物とジャンヌおよび200人の軍隊を迎えるために上陸場に来た。
有名なジャンヌの奇跡の一つが、ここで起きた。船を上流へと流していた風が、突然反対向きに吹き始め、暗闇の中、彼らはオルレアンに順調に戻ることができた。4月29日の午後8:00頃、ジャンヌはオルレアンに入城し市民に大歓迎された。残りの部隊はデュノワに説得されブロワに戻った。

## 攻城戦

### 小休止
それから2、3日の間、味方の士気を高めるために、ジャンヌはオルレアン周辺の道路を定期的にパレードし、住民にはパンを、守備隊にはお金を配った。ジャンヌはイングランドの砦にも使者を送り立ち退きを要求したが、イングランドの指揮官たちはこれを嘲った。「魔女の回し者」として使者を殺すと脅した者もいた。
ジャンヌは、デュノワと他のフランスの指揮官と共に戦略会議に参加した。「オルレアン包囲戦の日記」では、ジャンヌと街の防御を指揮したデュノワとの間で、軍事戦略に関する多くの白熱した議論が翌週行われたと報告している。
5月1日、デュノワは行動を起こすには守備隊が小規模過ぎると考え、街をラ・イルとジャンヌに任せ、援軍を準備するために自らブロワに向かった。この間、ジャンヌは市壁の外側に赴いてイングランドのすべての砦を自ら偵察し、ある時間、ウィリアム・グラスデールと言葉を交わした。
3日、デュノワの増援部隊がブロワを発ち、オルレアンに向かった。これと同時に、他の部隊がモンタルジとジアンから、オルレアンの方向に向かった。翌4日の早朝、デュノワの部隊はボースを経由し、イングランドの守備隊を考慮し、川の北岸に直接到着した。イングランド軍はフランス軍が強いと見るや、部隊の進入に対して攻撃をしかけなかった。タルボットは、それを護衛することで難を逃れた。
ジャンヌがオルレアン防衛のために取った戦法は、各要塞に分散された（各要塞の情報連絡には時間が掛かった）イングランド軍を立て続けに各個撃破するというもので、攻城戦は包囲後に講和を結んで終結するという当時のヨーロッパの常識から考えると「蛮族の行為」であった。

### サン・ルー砦への攻撃
4日正午、東側を経由した通常迂回ルートを通る更なる供給部隊を確実に招き入れるために、デュノワは東側のイングランドの砦であるサン・ルー砦に対して、モンタルジとジアンの軍隊と共に攻撃を開始した。攻撃が始まったとき、ジャンヌはうたた寝をしていてその攻撃を逃すところであったが、急いで攻撃に加わった。
イングランドの400人の守備隊は、フランスの1,500人の攻撃隊に数の上でかなり劣勢であった。フランス軍を遠くにそらすことを期待して、イングランドの指揮官タルボットはオルレアン北端のサン・プエール砦から攻撃を開始したが、オルレアンから出撃したブザックらフランス軍の迎撃により食い止められた。数時間後サン・ルー砦は陥落し、140人程のイングランド人が殺され、40人が捕虜となった。サン・ルー砦のイングランドの守備隊の幾人かは近くの教会の廃墟で捕らえられたが、ジャンヌの求めにより助命された。サン・ルー砦陥落の知らせを聞いたタルボットは、北部への攻撃を取り止めた。

### オーガスティン砦への攻撃
翌日の5月5日は、キリストの昇天日であり、ジャンヌは、イングランドの最大の外塁である西側のサン・ローラン要塞への攻撃を要請した。しかし、フランスの司令官は、要塞の堅固さと、部隊に休息が必要であることを理解していたため、彼女を説得して、昇天日にちなんで平和に過ごすことを許させた。夜通しの軍事会議で、最善策はイングランド軍の最大の弱点であった南岸にあるイングランドの砦を取り払うことであるとの結論がでた。
翌6日朝に軍事作戦が開始された。ジャンヌにより奮い立ったオルレアンの市民たちは、彼女のために民兵として立ち上がり市門に現れたため、本職の司令官にとって多大なストレスとなった。しかしながら、ジャンヌは司令官を説得し、民兵が加わることを許可させた。フランス軍はボートや艀でオルレアンから渡河してサン・テニャン（Saint-Aignan）島に上陸し、仮設の舟橋を経由して南岸へ渡り、橋の複合施設サン・ジャン・ル・ブラン砦の間に上陸した。この計画は、西側からサン・ジャン・ル・ブランを切り離して、獲得するという計画であったが、イングランド軍の守備隊の司令官ウィリアム・グラスデールは、フランスの軍事行動の意図を察知し、サン・ジャン・ル・ブラン外塁を既に急いで破壊していて、軍隊を中央のブールバール＝トゥーレル＝オーガスティン複合施設内に集結させていた。
伝えるところによれば、フランス軍が南岸に上陸する前、ジャンヌはブールバールの拠点への急襲を開始したとされている。しかしこの攻撃は、オーガスティン砦からのイングランド軍による砲火の側面に立たされ、ひどい災難となった。更に西側のサン・プラヴェ（Saint-Privé）砦のイングランドの守備隊は、グラスデールの援軍のために上流方面に駆け上がり、フランス軍を分断させたという叫び声があった時、攻撃は中止された。パニックとなり、フランスの攻撃隊は、当惑しているジャンヌを引き連れてブールバールから上陸場所へ撤退した。グラスデールの守備隊は、退散する彼女の姿に「魔女」を見て、これを追撃するために飛び出した。しかし伝説によると、ジャンヌは一人で向きを変え、神聖な旗を掲げて、「Ou Nom De（神の名の元） 」と叫んだと言われ、伝えるところによると、このことがイングランド軍が追撃を止めてブールバールに戻ることを決定するのに十分なインパクトを与えたとされる。逃げ去っていたフランスの軍隊は引き返し、彼女の下に再集結した。
ジル・ド・レは、この戦いの転換点を見てジャンヌに即座の攻撃再開を、城壁上の通路ではなくより遠くのオーガスティン砦を攻撃するよう場所の転換をフランス軍に指示するように説得した。終日続いた激しい戦闘の後、夕暮れ前にフランス軍は遂にオーガスティン砦を奪取した。
オーガスティン砦がフランス軍の手に渡ったことで、グラスデールの守備隊は、ブールバール＝トゥーレル複合施設内に閉じ込められた。同日の夜、サン・プラヴェに残っていたイングランドの守備隊は、外塁から立ち退き、サン・ローランにいる仲間に加わるために川の北側に向かった。グラスデールは孤立していたが、彼は700人-800人のイングランドの強力な守備隊を頼りにすることができた。

### トゥーレル砦への攻撃

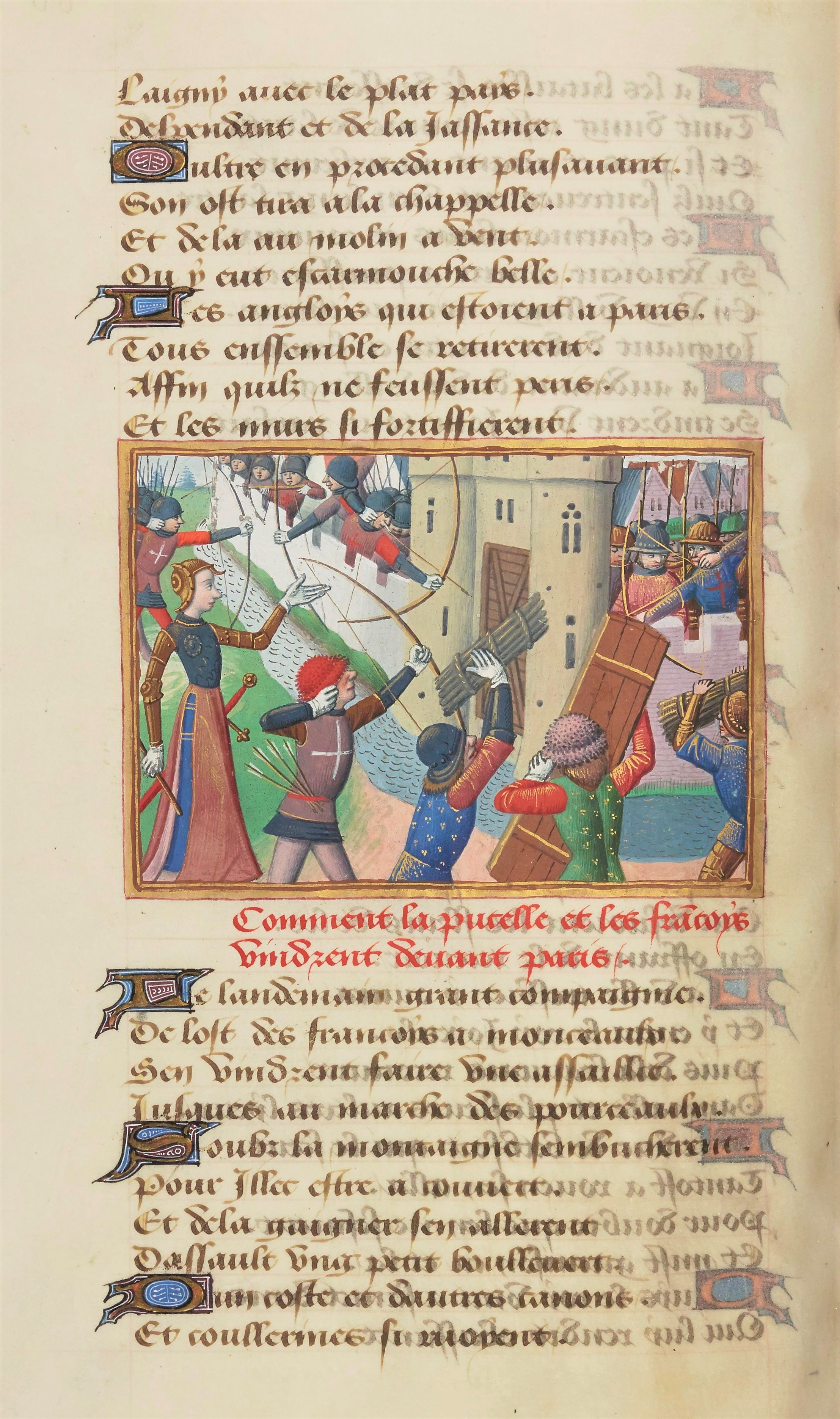
オルレアン包囲戦でイングランドの要塞への攻撃を指揮するジャンヌ・ダルクを描いた15世紀の作品

ジャンヌは、オーガスティン砦での戦闘で足を負傷しており、治療のために一晩かけてオルレアンに戻ったため、結果的にその晩の軍事会議には参加できなかった。翌7日朝、彼女はブールバール＝トゥーレルの最後の戦闘には加わらないように求められたが、これを拒否して立ち上がり、南岸のフランス軍の野営地加わり、オルレアンのほとんどの人々は歓喜した。市民たちは彼女のために課税額を増やして、複合施設への両サイドからの攻撃が可能となるように梁の付いた橋の修理に取り掛かった。サン・アントワーヌ島には大砲が備えられた。
その日は、ほとんど成果の無い砲撃と、燃やした荷船に機雷を仕掛けたり、これを燃やしたりすることで複合施設の基礎を弱体化させる試みが行われた。夕暮れ時が近づき、デュノワは最終攻撃を翌日に持ち越すことを決定した。この決定を知り、ジャンヌは馬を要求し、これに乗ってしばらく祈りのために去った後野営地に戻り、はしごを握りブールバールへの前線での攻撃を開始し、隊に向けて繰り返し「あなた達全員、行きなさい！（Tout est vostre - et y entrez! / All is yours, - go in!）」と叫んだ。フランスの軍人は彼女を追って突進し、ブールバールへのはしごに群がった。ジャンヌは早い段階で、石弓（他の報告ではbodkin arrow）による攻撃で肩を負傷して倒れ、急いで逃亡した。
彼女が死んだという噂がイングランド守備隊を元気付け、フランス軍の士気を低下させた。しかし報告によると、彼女は刺さったボルトを自らの体から引き抜き、負傷にもかかわらずフランス軍の戦列に再びすぐに現れ、攻撃隊に新たな元気を与えた（ジャンヌの聴罪司祭のJean Pasquerelは、復権のための裁判の証言で、ジャンヌ自身に、この出来事に対する何らかの予兆または先見の明があったと述べており、攻撃の前日に彼女は「tomorrow blood will flow from my body above my breast」と言っていた）。
フランス軍は勝利し、ブールバールからイングランド軍を撤退させ、最後の砦トゥーレル砦に戻った。しかし、それらを繋ぐ跳ね橋はすでにイングランド軍が手放しており、グラスデール自身が川に落ち、落命していた。フランス軍は両サイドからトゥーレル砦へなだれ込んだ（この時、橋は修繕されていた）。この晩、半焼していたトゥーレル砦を遂に奪取した。
イングランド軍の損失は甚大であった。その日は他の行動をする予定であった（特に防御に向かう援軍の迎撃）イングランド軍は1000人近い死者と600人の捕虜を出した。200人のフランス軍の捕虜が複合施設内で見つかり、解放された。

## 包囲戦の終結
ブールバール＝トゥーレルがフランス軍に奪取され、イングランド軍はロワール川南岸エリアを失った。オルレアンが無制限に容易に再補給できることとなったため、包囲戦を続けるメリットはほぼ無くなった。
8日朝、北岸のイングランド軍はサフォーク伯とタルボット指揮下で外塁を破壊し、サン・ローランに近い野原に集合して戦闘隊形をとった。デュノワ指揮下のフランス軍が彼らの前に整列した。両軍は約1時間の間、動かずに面と向かっていたが、やがてイングランド軍が戦場から撤退し、モン＝シュル＝ロワール、ボージャンシー、ジャルジョーのイングランド軍と合流するために行進を開始した。フランス軍の司令官の数人は、その場ですぐに、イングランド軍を壊滅させるために攻撃をすることを要請したが、ジャンヌは日曜日であるという理由でそれを何度も制止した。

## 余波
イングランド軍はまだ打ち負かされたとは考えていなかった。オルレアンでは彼らは敗北し途方もない犠牲は出たものの、オルレアネ地域周辺のボージャンシー、モン＝シュル＝ロワール、ジャンヴィル、ジャルジョーは依然として彼らの手中にあった。実はイングランド軍は再編成して、オルレアンを再度包囲することはすぐに可能であり、この時点では橋が修復されていたので、より攻撃を受けやすく、おそらくより成功しやすかった。この日（5月8日）のサフォーク伯の優先事項は、イングランド軍が残していったものを復旧させることであった。
フランス軍の指揮官は、ジャンヌよりも状況を理解していた。彼女はオルレアンを去り、13日にトゥール郊外でシャルル王太子と面会し、戦勝を報告した。ジャンヌは北東のシャンパーニュ地方のランスに向かってすぐに軍を進めることを要求したが、指揮官たちは、ロワール川の危険な地域に存在するイングランド軍をまず片付ける必要があることを理解していた。
休息と補強をしばらく行った後、2、3週間後にアランソン公ジャン2世を指揮官とするロワール・キャンペーンが開始された。ジャンヌの旗の元に仕えることを望んだ男の志願兵と供給隊の志願者でギー14世・ド・ラヴァル・アンドレ・ド・ラヴァル兄弟などが加わり、フランス軍は膨れ上がった。疎んじられていたリッシュモンですら、ついには作戦に加わることを認められた。6月12日のジャルジョーの戦い、15日のモン＝シュル＝ロワールの戦い、17日のボージャンシーの戦いと連続した短期間の包囲戦と戦闘の後、ロワールはフランスの元に戻った。タルボット指揮下のパリから逃れてきたイングランドの増援部隊は、直近数年間における初めてのフランス軍の重要な勝利の後、18日に起きたパテーの戦いで敗北した。サフォーク伯とタルボットは、このキャンペーンにおいて捕虜となった。それ以後になって初めて、フランス軍は、ランスへ進軍するというジャンヌの要求に同意するのに十分安全な状況になったと感じるようになった。
準備が整った後、29日にランスへの進軍がジアンから開始され、王太子はジャンヌとフランス軍に続き、危険なブルゴーニュの戦況地域であるシャンパーニュを通過した。7月1日、オセールは城門を閉ざして入城を拒否し、サン＝フロランタンは抵抗はしたものの3日に降伏し、11日にトロワ、15日にシャロン＝アン＝シャンパーニュも降伏した。翌16日に一行はランスに到着し、ジャンヌを従えたシャルル王太子は17日に遂にフランス国王シャルル7世となった。